# Cornelia Christiane Metges
Cornelia Christiane Metges (* 3. August 1958) ist eine deutsche Agrarwissenschaftlerin. Sie leitet das Institut für Ernährungsphysiologie „Oskar Kellner“ am Forschungsinstitut für Nutztierbiologie und ist Professorin an der Universität Rostock.

## Ausbildung und Beruf
Cornelia C. Metges begann 1977 ihr Studium der Agrarwissenschaften an der Technischen Universität München, 1983 schloss sie es als Dipl.-Ing. agr. ab. Ihre Doktorarbeit für den Dr. rer. agr. reichte sie 1988 ebenfalls an der TU München ein; Thema war der Energiestoffwechsel und der Stoffwechsel von Substraten bei Menschen und Wiederkäuern und ihre Untersuchung mittels Atemtest.
Bis 1994 blieb Metges als wissenschaftliche Mitarbeiterin an der TU München, bevor sie an das Deutsche Institut für Ernährungsforschung in Potsdam wechselte. Dort leitete sie die Arbeitsgruppe zum Protein-Metabolismus. Unterbrochen wurde ihre Arbeit in Potsdam von 1995 bis 1997 durch einen Forschungsaufenthalt am Massachusetts Institute of Technology, MIT. 2001 konnte sie sich an der Universität Potsdam für das Fach Ernährungsphysiologie habilitieren und erhielt den Titel eines Dr. rer. nat. habil. In ihrer Habilitationsschrift befasste sie sich mit der Kinetik von Aminosäuren im Menschen und ihrer erforderlichen Zufuhr.
Metges ist seit 2001 am Forschungsinstitut für Nutztierbiologie in Dummerstorf Leiterin des Instituts für Ernährungsphysiologie „Oskar Kellner“. Seit 2002 lehrt sie zudem im Bereich Ernährungsphysiologie und Tierernährung an der Universität Rostock. Im Jahr 2017 ernannte die Universität Rostock Cornelia Christiane Metges zur außerplanmäßigen Professorin für Biochemie in der Ernährung.

## Interessengebiete
- Auswirkungen früher postnataler und pränataler Ernährung auf die Entwicklung und das Wachstum von Nutztieren
- Stoffwechsel von Aminosäuren und Energiestoffwechsel bei Nutztieren
- Ernährung und Energieeffizienz bei Nutztieren
- Interaktionen zwischen Nährstoffen, Genen und Proteinen bei Nutztieren
- Durch Nutztiere verursachte Emissionen

Am Institut für Ernährungsphysiologie „Oskar Kellner“ werden unter der Leitung von Metges die Möglichkeiten erforscht, Larven der Soldatenfliege als Proteinreservoir für die Fütterung von Nutzvieh bereitzustellen. Die Larven könnten mit organischen Abfällen aus der Lebensmittelindustrie ernährt werden und so andere Proteinlieferanten ablösen und zur Abfallreduktion beitragen.
Zusammen mit Björn Kuhla, Gürbüz Daş und Stefanie W. Engelke entwickelte Cornelia Christiane Metges am Forschungsinstitut für Nutztierbiologie ein mittlerweile patentiertes Verfahren, aus der Analyse der Milch-Fettsäuren und der Milchleistung die Methanemissionen von Kühen näherungsweise zu ermitteln.

## Werke
Cornelia Christiane Metges war an über 200 Publikationen beteiligt, teilweise als Alleinautorin. Ihre Qualifikationsarbeiten:
- Untersuchungen zum Energie- und Substratstoffwechsel von Menschen und Wiederkäuern mit dem 13C-Atemtest auf der basis von natürlich und synthetisch 13C-markierten Nährstoffen. Technische Universität München, 1988 (Dissertation)
- Investigations on kinetics and dietary requirements of amino acids in healthy adults using stable isotope tracer techniques. Universität Potsdam, 2000. (englisch, Habilitationsschrift)

## Auszeichnungen
Leroy Award 2024 der European Federation of Animal Science (EAAP)